# Rick Douglas Husband
Rick Douglas Husband (* 12. Juli 1957 in Amarillo, Texas, USA; † 1. Februar 2003 über dem Süden der USA) war ein US-amerikanischer Astronaut und der Kommandant der verunglückten Columbia-Mission STS-107.

## Biographie
Husband wurde in Texas geboren. Er besuchte die Crockett Junior High School und machte 1975 seinen Schulabschluss an der Amarillo High School. An der Texas Tech University machte er 1980 seinen Bachelor als Maschinenbauingenieur und an der California State University in Fresno 1990 seinen Master.
In den 1980er Jahren machte Husband als Pilot Karriere in der US-Luftwaffe, wo er die F4 Phantom und die F15 Eagle flog. Seinen aktiven Dienst in der Air Force beendete er im Rang eines Colonels, nachdem er 1994 von der NASA für das US-Weltraumprogramm ausgewählt wurde. Dort arbeitete er an verschiedenen theoretischen Programmen mit, unter anderem einigen Entwürfen für spätere Marsmissionen.
Am 27. Mai 1999 flog er als Pilot der Discovery-Mission STS-96 zum ersten Mal ins All. Dabei wurden in Vorbereitung auf die erste Besatzung der Internationalen Raumstation (ISS) vier Tonnen Versorgungsgüter und Bauteile zur Raumstation gebracht.

### Kommando über die Columbia
Im Dezember 2000 wurde Husband als Kommandant für den Columbia-Flug STS-107 ausgewählt. Er und seine sechs Crewmitglieder starteten am 16. Januar 2003, wobei sich während des Aufstiegs ein Schaumstoffteil vom Außentank löste und den Backbordflügel des Orbiters traf. Der Schaden wurde zwar bemerkt, aber von der NASA als nicht kritisch eingestuft. Als das Shuttle am 1. Februar zur Erde zurückkehrte, drangen durch eine beschädigte Hitzeschutzkachel heiße Gase in den Flügel ein und zerschmolzen ihn von innen. Das Shuttle geriet außer Kontrolle und zerbrach in der Atmosphäre. Rick Husband und die anderen Crewmitglieder wurden getötet. Er hinterließ eine Frau und zwei Kinder.

## Auszeichnungen
Neben zahlreichen posthumen Ehrungen wurde Husband besonders von seiner Heimatstadt Amarillo (Texas) geehrt: der örtliche Flughafen wurde noch im Jahr 2003 in „Rick Husband Amarillo International Airport“ umbenannt. Vor dem größten Sportzentrum der Stadt wurde eine Bronzestatue errichtet, die Husband in Astronautenmontur zeigt, den Helm in der rechten Hand, während der linke Arm zum Himmel gerichtet ist.
Eine weitere spektakuläre Erinnerung an Husband und seine verunglückten Kollegen ist die Benennung einer Landschaft auf dem Mars. Die Columbia Hills sind ein flacher, ca. 5 km langer und bis zu 3 km breiter Höhenzug innerhalb des großen Kraters Gusev. Entdeckt wurden sie von der Landesonde Spirit die 2004 in dem Krater erfolgreich niederging. Der höchste Hügel wurde nach Husband benannt. Des Weiteren wurde der Asteroid (51823) Rickhusband im Hauptgürtel nach ihm benannt. Im Jahre 2006 hat die Internationale Astronomische Union den ehemaligen Nebenkrater Borman L auf dem Mond offiziell zu Ehren von Rick Douglas Husband in Husband umbenannt. 
- NASA Space Flight Medal (posthum)
- NASA Distinguished Service Medal
- Defense Distinguished Service Medal
- Congressional Space Medal of Honor